# Tharcisse Karugarama
Tharcisse Karugarama är en politiker i Rwanda, som för närvarande är justitieminister och generaladvokat (Attorney General) i Rwandas regering. Som medlem i Rwandan Patriotic Front (RPF), som är det tutsiparti som regerar i Rwanda, har han haft en ledande roll i lagföringen av dem som låg bakom folkmordet i Rwanda.

## Fotnoter
1. ↑  http://news.bbc.co.uk/2/hi/africa/6251425.stm